# Mallada murreensis
Mallada murreensis är en insektsart som först beskrevs av Bo Tjeder 1963.  Mallada murreensis ingår i släktet Mallada och familjen guldögonsländor. Inga underarter finns listade i Catalogue of Life.